# Chalcides ebneri
Espèce
Synonymes
- Chalcides ocellatus var. ebneri Werner, 1931

Statut de conservation UICN

 CR B1ab(iii) : 
En danger critique
Chalcides ebneri est une espèce de sauriens de la famille des Scincidae.

## Répartition
Cette espèce est endémique des environs de Fès au Maroc.

## Étymologie
Cette espèce est nommée en l'honneur de Richard Ebner (1885-1961).

## Publication originale
- Werner, 1931 : Ergebnisse einer zoologischen Forschungsreise nach Marokko. III. Unternommen 1930 mit Unterstützung der Akademie der Wissenschaften in Wien von Franz Werner und Richard Ebner. III. Amphibien und Reptilien. Sitzungsberichte der Kaiserliche Akademie der Wissenschaften in Wien, vol. 140, p. 271-318 (texte intégral).